# Pajukari-Uksei-Alkunkarinlahti
Pajukari-Uksei-Alkunkarinlahti este o arie protejată (arie specială de conservare — SAC, sit de importanță comunitară — SCI, arie de protecție specială avifaunistică — SPA) din Finlanda întinsă pe o suprafață de 440 ha, integral pe uscat.

## Localizare
Centrul sitului Pajukari-Uksei-Alkunkarinlahti este situat la coordonatele 65°47′17″N 24°15′43″E / 65.7881°N 24.2619°E.

## Înființare
Situl Pajukari-Uksei-Alkunkarinlahti a fost declarat sit de importanță comunitară în august 1998 pentru a proteja 3 specii de plante și 33 de specii de animale. Alte tipuri de protecție:
- arie de protecție specială avifaunistică (în august 1998)[2]
- arie specială de conservare (în aprilie 2015)[1][3][4]

## Biodiversitate
Situată în ecoregiunea boreală, aria protejată conține 3 habitate naturale: Estuare, Pășuni de coastă din Baltica boreală, Păduri naturale în etape succesive primare ale suprafețelor emergente de coastă.
La baza desemnării sitului se află mai multe specii protejate:
- plante (3): Moehringia lateriflora, Persicaria foliosa, Primula nutans
- păsări (33): rață sulițar (Anas acuta), gâscă de semănătură (Anser fabalis), ciuf de câmp (Asio flammeus), Aythya marila, bătăuș (Calidris pugnax), fugaci pitic (Calidris temminckii), erete de stuf (Circus aeruginosus), erete vânăt (Circus cyaneus), gușă vânătă (Cyanecula svecica), lebădă de iarnă (Cygnus cygnus), șoim călător (Falco peregrinus), șoimul rândunelelor (Falco subbuteo), cocor (Grus grus), codalb (Haliaeetus albicilla), Hydrocoloeus minutus, pescăruș râzător (Larus ridibundus), sitar de mal nordic (Limosa lapponica), becațină mică (Lymnocryptes minimus), rață pestriță (Mareca strepera), rață catifelată (Melanitta fusca), rață neagră (Melanitta nigra), Mergellus albellus, codobatura galbenă (Motacilla flava), vultur pescar (Pandion haliaetus), notatița cu ciocul subțire (Phalaropus lobatus), corcodel-urechiat (Podiceps auritus), Spatula clypeata, rață cârâitoare (Spatula querquedula), chiră de baltă (Sterna hirundo), Sterna paradisaea, fluierar negru (Tringa erythropus), fluierar de mlaștină (Tringa glareola), fluierarul cu picioare roșii (Tringa totanus)

Pe lângă speciile protejate, pe teritoriul sitului au mai fost identificate 8 specii de păsări, 2 specii de pești.